# Central hidroelétrica reversível

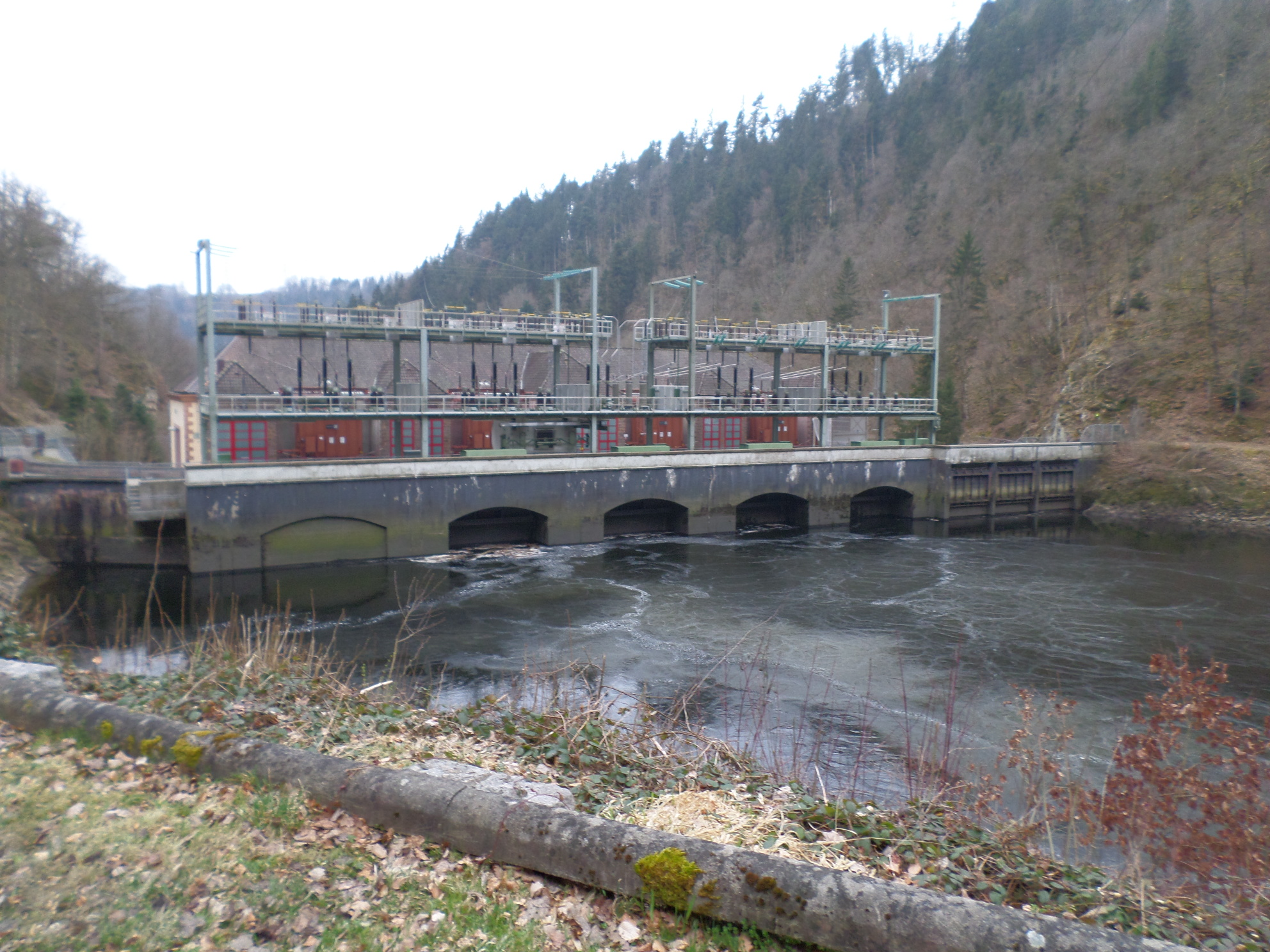
Central hidroelétrica reversível

Uma central hidroeléctrica reversível (português europeu) ou usina hidrelétrica reversível (português brasileiro) é uma central hidroelétrica que permite o armazenamento energético sob a forma de energia potencial, bombeando água entre reservatórios a diferentes altitudes. Estas centrais são tipicamente usadas para igualar diferenças periódicas em horário de carregamentos eléctricos, armazenando energia em períodos de baixo consumo e restituindo a energia armazenada à rede em períodos de elevado consumo. Esta tecnologia também pode ser usada em estrutura de canal (de irrigação ou navegável), permitindo a produção de energia eléctrica como nas centrais hidroelétricas tradicionais.
Embora a maior parte destas instalações sejam de grande porte, existem instalações em pequena escala, nomeadamente em edifícios, embora estas sejam desvantajosas em termos económicos dadas as economias de escala presentes. Além disso, uma grande quantidade de água deve ser armazenada o que pode ser um problema em meios urbanos. No entanto, alguns autores defendem a simplicidade tecnológica e a capacidade de assegurar um fornecimento de água como importantes externalidades.

## Usinas Hidrelétricas Reversíveis Sazonais (UHRS)
Além de armazenar energia em um ciclo diário, as usinas hidrelétricas reversíveis podem armazenar energia em ciclos semanais, sazonais (anuais) e plurianuais. O potencial de implementação de UHRS no Brasil é grande e ainda inexplorado. Essa tecnologia tem a capacidade de aumentar o armazenamento energético do Brasil e garantir a segurança energética do país.